# Patrick Gerhardt
Patrick Nyema Gerhardt (Berna, 31 luglio 1985) è un ex calciatore svizzero naturalizzato liberiano, di ruolo difensore.

## Statistiche

### Cronologia presenze e reti in nazionale
| Cronologia completa delle presenze e delle reti in nazionale ― Liberia | Cronologia completa delle presenze e delle reti in nazionale ― Liberia | Cronologia completa delle presenze e delle reti in nazionale ― Liberia | Cronologia completa delle presenze e delle reti in nazionale ― Liberia | Cronologia completa delle presenze e delle reti in nazionale ― Liberia | Cronologia completa delle presenze e delle reti in nazionale ― Liberia | Cronologia completa delle presenze e delle reti in nazionale ― Liberia | Cronologia completa delle presenze e delle reti in nazionale ― Liberia |
| Data                                                                   | Città                                                                  | In casa                                                                | Risultato                                                              | Ospiti                                                                 | Competizione                                                           | Reti                                                                   | Note                                                                   |
| ---------------------------------------------------------------------- | ---------------------------------------------------------------------- | ---------------------------------------------------------------------- | ---------------------------------------------------------------------- | ---------------------------------------------------------------------- | ---------------------------------------------------------------------- | ---------------------------------------------------------------------- | ---------------------------------------------------------------------- |
| 26-3-2011                                                              | Praia                                                                  | Capo Verde                                                             | 4 – 2                                                                  | Liberia                                                                | Qual. Coppa d'Africa 2012                                              | -                                                                      | ?’ 55’                                                                 |
| 2-6-2012                                                               | Dakar                                                                  | Senegal                                                                | 3 – 1                                                                  | Liberia                                                                | Qual. Mondiali 2014                                                    | -                                                                      |                                                                        |
| 24-3-2013                                                              | Monrovia                                                               | Liberia                                                                | 2 – 0                                                                  | Uganda                                                                 | Qual. Mondiali 2014                                                    | -                                                                      |                                                                        |
| 14-6-2015                                                              | Lomé                                                                   | Togo                                                                   | 2 – 1                                                                  | Liberia                                                                | Qual. Coppa d'Africa 2017                                              | -                                                                      | 83’                                                                    |
| 5-9-2015                                                               | Monrovia                                                               | Liberia                                                                | 1 – 0                                                                  | Tunisia                                                                | Qual. Coppa d'Africa 2017                                              | -                                                                      |                                                                        |
| 8-10-2015                                                              | Monrovia                                                               | Liberia                                                                | 1 – 1                                                                  | Guinea-Bissau                                                          | Qual. Mondiali 2018                                                    | -                                                                      | 76’                                                                    |
| 13-10-2015                                                             | Bissau                                                                 | Guinea-Bissau                                                          | 1 – 3                                                                  | Liberia                                                                | Qual. Mondiali 2018                                                    | -                                                                      |                                                                        |
| 13-11-2015                                                             | Monrovia                                                               | Liberia                                                                | 0 – 1                                                                  | Costa d'Avorio                                                         | Qual. Mondiali 2018                                                    | -                                                                      | 46’                                                                    |
| Totale                                                                 |                                                                        | Presenze                                                               | 8                                                                      |                                                                        | Reti                                                                   | 0                                                                      |                                                                        |

## Palmarès

### Club

#### Competizioni nazionali
- Campionato bosniaco: 1

Željezničar: 2011-2012
- Coppa di Bosnia: 1

Željezničar: 2011-2012